# Самс Корнер (Оклахома)
Самс Корнер (енгл. Sams Corner) насељено је место без административног статуса у америчкој савезној држави Оклахома.

## Демографија
По попису из 2010. године број становника је 137, што је 11 (8,7%) становника више него 2000. године.
| Група             | 2000.      | 2010.      |
| Белци             | 83 (65,9%) | 80 (58,4%) |
| Афроамериканци    | 0 (0,0%)   | 0 (0,0%)   |
| Азијати           | 0 (0,0%)   | 0 (0,0%)   |
| Хиспаноамериканци | 0 (0,0%)   | 1 (0,7%)   |
| Укупно            | 126        | 137        |